# Abgründe – Unfassbare Verbrechen
Abgründe – Unfassbare Verbrechen (Originaltitel: True Crime with Aphrodite Jones) ist eine US-amerikanische Krimi-Dokumentationsreihe, die von März 2010 bis Juli 2016 auf dem US-amerikanischen Sender Investigation Discovery ausgestrahlt wurde. Die deutschsprachige Erstausstrahlung erfolgt seit dem 24. Februar 2018 auf dem deutschen Sender TLC.

## Konzept
Die Dokumentationsreihe rekonstruiert US-amerikanische Kriminal- und Mordfälle. Dabei werden szenische Darstellungen verwendet sowie Interviews mit den Angehörigen der Opfer und den damaligen Ermittlern und Anwälten geführt. Hierfür reist die Kriminalreporterin und Bestsellerautorin Aphrodite Jones als Gastgeberin des Programms durch die Vereinigten Staaten.
In jeder Folge wird ein Fall behandelt; durch die Sendung führt Jones als Moderatorin und Off-Sprecherin. In der deutschen Fassung wird die Sendung durch Barbara Eligmann als Moderatorin geführt. Die Off-Stimme übernimmt ein männlicher Sprecher.
Das Konzept ähnelt der Fernsehsendung On the Case – Unter Mordverdacht, die seit Oktober 2009 auf Investigation Discovery ausgestrahlt wird.

## Ausstrahlung
| Staffel | Episoden- anzahl | Erstausstrahlung USA | Erstausstrahlung USA | Erstausstrahlung D | Erstausstrahlung D |
| Staffel | Episoden- anzahl | Premiere             | Finale               | Premiere           | Finale             |
| ------- | ---------------- | -------------------- | -------------------- | ------------------ | ------------------ |
| 1       | 10               | 11. Mär. 2010        | 13. Mai 2010         | –                  | –                  |
| 2       | 10               | 31. Mär. 2011        | 16. Jun. 2011        | –                  | –                  |
| 3       | 10               | 7. Jan. 2013         | 11. Mär. 2013        | 9. Mai 2019        | 18. Juli 2019      |
| 4       | 13               | 17. Okt. 2013        | 16. Jan. 2014        | 8. Oktober 2019    | 14. Januar 2020    |
| 5       | 10               | 16. Mär. 2015        | 25. Mai 2015         | 24. Feb. 2018      | 5. Mai 2018        |
| 6       | 10               | 2. Mai 2016          | 18. Jul. 2016        | 25. Jul. 2018      | 26. Sep. 2018      |

Vom 11. März 2010 bis zum 18. Juli 2016 wurde die Dokumentationsreihe auf dem US-amerikanischen Sender Investigation Discovery ausgestrahlt. Während die ersten zwei Staffeln donnerstags um 22 Uhr ausgestrahlt wurden, wurde die dritte Staffel montags um 22 Uhr ausgestrahlt. Die vierte Staffel wechselte zurück auf den Donnerstag, zunächst um 21 Uhr und später um 20 Uhr. Die letzten beiden Staffeln wurden erneut montags um 21 Uhr ausgestrahlt.
Die deutschsprachige Erstausstrahlung erfolgt seit dem 24. Februar 2018 auf dem deutschen Sender TLC. Die Übersetzung und Ausstrahlung orientiert sich dabei nicht nach der ursprünglichen Einteilung der Folgen. Zudem wird die deutsche Fassung durch Barbara Eligmann moderiert. Während die fünfte Staffel jeden Samstag um 22:15 Uhr ausgestrahlt wurde, wurde die sechste Staffel mittwochs um 22:15 Uhr ausgestrahlt.  Vom 9. Mai bis 18. Juli 2019 wurde die dritte Staffel donnerstags um dieselbe Zeit gezeigt. Vom 8. Oktober 2019 bis  14. Januar 2020 wurde die vierte Staffel dienstags ausgestrahlt. Die erste und zweite Staffel wurden bisher nicht in deutschsprachiger Synchronisation gesendet.